# Ocean Beach
Ocean Beach és una població dels Estats Units a l'estat de Nova York. Segons el cens del 2000 tenia 138 habitants.

## Demografia
Segons el cens del 2000, Ocean Beach tenia 138 habitants, 61 habitatges, i 35 famílies. La densitat de població era de 380,6 habitants per km².
Dels 61 habitatges en un 29,5% hi vivien nens de menys de 18 anys, en un 45,9% hi vivien parelles casades, en un 8,2% dones solteres, i en un 42,6% no eren unitats familiars. En el 29,5% dels habitatges hi vivien persones soles el 4,9% de les quals corresponia a persones de 65 anys o més que vivien soles. El nombre mitjà de persones vivint en cada habitatge era de 2,26 i el nombre mitjà de persones que vivien en cada família era de 2,91.
Per edats la població es repartia de la següent manera: un 21,7% tenia menys de 18 anys, un 5,1% entre 18 i 24, un 32,6% entre 25 i 44, un 31,2% de 45 a 60 i un 9,4% 65 anys o més.
L'edat mediana era de 42 anys. Per cada 100 dones de 18 o més anys hi havia 120,4 homes.
La renda mediana per habitatge era de 48.125 $ i la renda mediana per família de 49.375 $. Els homes tenien una renda mediana de 41.719 $ mentre que les dones 28.750 $. La renda per capita de la població era de 28.782 $. Entorn del 15,2% de les famílies i l'11,5% de la població estaven per davall del llindar de pobresa.